# Обри Биърдсли
Обри Биърдсли (на английски: Aubrey Beardsley) е английски художник график, илюстратор, декоратор и поет.
Биърдсли работи в черно и бяло, а илюстрациите му се отличават с характерен линеарен стил. Името му се свързва със стила ар нуво.

## Биография
Обри Винсънт Биърдсли е роден на 21 август 1872 г. в Брайтън, Англия. През 1883 г. семейството му се установява в Лондон. През следващите години той се проявява като музикален вундеркинд и се изявява пред публика като участва в няколко концерти заедно със своята сестра.
Още в детството си се разболява от туберкулоза, която впоследствие става причина за ранната му смърт – на 25-годишна възраст.
От 1981 г. по съвет на сър Едуард Бърн-Джоунс и Пиер Пюви дьо Шаван Биърдсли започва да се занимава с изобразително изкуство. През 1892 г. учи в Училището по изкуства в Уестминстър (Westminster School of Art).
Става известен през 1883 – 1884 г. със своите илюстрации към Смъртта на Артур (Le Morte d'Arthur) на сър Томас Малори. Сред най-известните произведения на Биърдсли са неговите илюстрации от 1894 г. към пиесата на Оскар Уайлд „Саломе“. През същата година той става художествен редактор на списание Yellow Book („Жълтата книга“). Също така допринася като редактор и илюстратор и в друго периодично издание за литература и изкуство – The Savoy. Илюстрира още редица книги, сред които „Отвличането на къдрицата“ на Александър Поуп (издание от 1896 г.), „Лизистрата“ на Аристофан (издание на английски от 1896 г.) и „Волпоне“ на Бен Джонсън (издание от 1898 г.). Биърдсли пише Under the Hill („Под хълма“) – недовършена еротична история, в малка степен базирана на легендата за Танхойзер.
За по-късното творчество на Биърдсли са характерни гротеската и еротиката. Някои от картините му са повлияни от японския еротичен жанр шунга. Най-известните еротични илюстрации на Биърдсли интерпретират теми от историята и митологията.
През последните години от живота му здравословното му състояние все повече се влошава. Малко преди смъртта си Биърдсли приема католицизма. Умира на 16 март 1898 в Мантон, Франция.

## Галерия
- Илюстрации от Обри Биърдсли
- „Йоан и Саломе“, илюстрация
- корица на сп. Yellow Book, 1894
- илюстрация към „Смъртта на Артур“
- илюстрация към „Волпоне“, 1898